# 沙富瓦
沙富瓦（法語：Chaffois，法語發音：[ʃafwa]）是法国杜省的一个市镇，位于该省南部，属于蓬塔利耶区。

## 地理
沙富瓦（46°54'54"N, 6°16'12"E）面积16.25 平方千米，位于法国勃艮第-弗朗什-孔泰大區杜省，该省份为法国东部内陆省份，北起上索恩省，西接汝拉省，东部及东南部与瑞士接壤，东北部与贝尔福地区省接壤。
与沙富瓦接壤的市镇（或旧市镇、城区）包括：圣科隆布、乌托、格朗日纳尔博、巴南、沙佩勒迪安、瓦勒迪西耶。

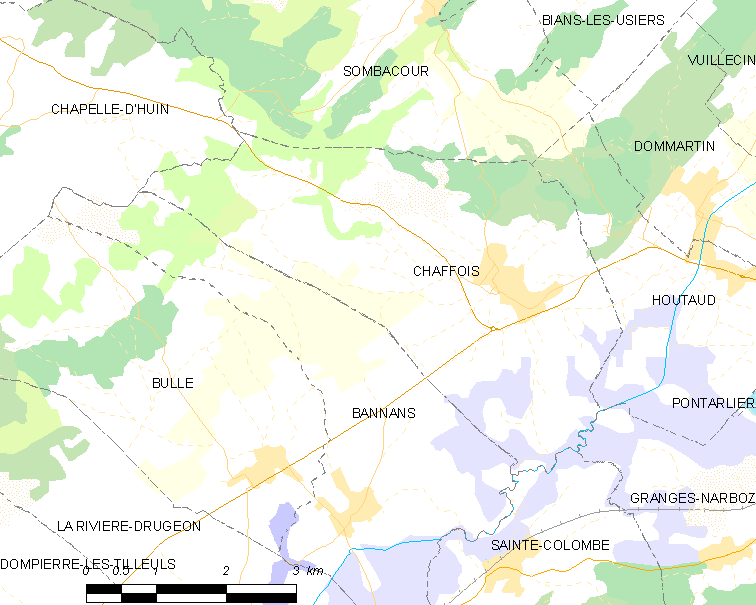
沙富瓦的OSM定位图

沙富瓦的时区为UTC+01:00、UTC+02:00（夏令时）。

## 行政
沙富瓦的邮政编码为25300，INSEE市镇编码为25110。

## 政治
沙富瓦所属的省级选区为蓬塔利耶县。

## 人口

1962-2008年间沙富瓦人口变化图示

沙富瓦于2022年1月1日时的人口数量为1032人。